# Peter Lundborg
Johan Peter Lundborg, född 31 augusti 1953 i Sunds församling, Östergötland,   är en svensk präst. Han är far till Gustav Lundborg.

## Biografi
Peter Lundborg är son till kyrkoherde Helge Gabriel Eugen Lundborg och hans maka Maria Lundborg (född Laurén).   Lundborg prästvigdes 1977 och var under många år präst såväl i stora som små församlingar på landsbygd och i städer, och kom närmast från kyrkokoherdetjänsten i Kalmar, när han 2005 blev domprost i Linköpings stift.  Lundborg lämnade tjänsten som domprost för pension 2021.  Lundborg har varit engagerad som både förtroendevald och ideell medarbetare i Svenska kyrkan sedan ungdomen. Han är ledamot av kyrkomötet för nomineringsgruppen POSK sedan 2021 och är ordförande i Sveriges Kyrkosångsförbund sedan 2023. 